# サラ・マフフード
サラ・マフフード（英語: Sarah Mahfoud、1989年9月29日 - ）は、デンマーク・フェロー諸島のプロボクサー。第4代IBF女子世界フェザー級王者。

## 来歴
2017年2月11日、コペンハーゲンにてPetra Podraska戦でデビューし1回TKO勝利。
2019年1月18日、デビュー7連勝で迎える初のタイトル挑戦としてBukiwe NoninaとのIBF女子インターコンチネンタルフェザー級王座決定戦に挑み、3-0判定で初タイトル獲得。
2019年10月12日、Enerolisa de Leonとのノンタイトルを3-0判定で勝利。
2020年4月1日、ブレンダ・カラバハルが持つIBF女子世界フェザー級暫定王座に挑戦し、3-0判定で暫定王座獲得
2020年7月20日、正規王者ジェニファー・ハンがライト級への転級による王座返上したのにに伴い、マフフードが正規王座に昇格。
2022年4月21日、ニーナ・マインケを迎えてIBF王座の初防衛戦に臨み。3-0判定で勝利し初防衛成功。
2022年9月24日、イングランド・マンチェスターのAOアリーナにてアマンダ・セラノが持つWBC・WBO・IBOと自信が持つIBFの世界フェザー級王座統一戦に臨むが、0-3判定で敗れIBF王座から陥落。
2023年3月4日、Lara OchmannとのWBC女子世界フェザー級シルバー王座決定戦に臨み、3-0判定で勝利しシルバー王座獲得。
2023年5月26日、Veronica Tosiとのノンタイトルを3-0判定で制す。
2023年10月7日、元世界2階級王者マルセラ・アクーニャを迎えシルバー王座の防衛戦に臨み、3-0判定で初防衛成功。
2024年4月6日、ラスベガスにてアマンダ・セラノが返上したWBC女子世界フェザー級王座決定戦として暫定王者のスカイ・ニコルソンと対戦し、0-3判定で敗れ王座獲得ならず。

## 獲得タイトル
- IBF女子インターコンチネンタルフェザー級王座
- 第4代IBF女子世界フェザー級王座（防衛0=陥落）
- WBC女子世界フェザー級シルバー王座